# Heby
Heby er et byområde som ligger i landskapet Uppland i Uppsala län i Sverige. Den er administrationsby i Heby kommun, og i 2010 havde byen 2.550 indbyggere.
Tidligere var Heby et centrum for teglværksindustrien i Sverige.
Siden 1886 har Heby ligget ved jernbanelinjen mellem Stockholm og Dalarna. Frem til 1960'erne passerede også Enköping-Heby-Runhällens Järnväg byen.